# زیردریایی کی-۳۲۰
زیردریایی چارلی- شوروی K-320 قبل از راه اندازی در حین ساخت دچار سانحه در راکتور شد. این رویداد در 18 ژانویه 1970 رخ داد. زیردریایی تعمیر شد، در 15 سپتامبر 1971 راه اندازی شد و در سال 1994 مورد اصابت قرار گرفت.